# サンクル州
サンクル州(サンクルしゅう、フランス語：Province du Sankuru)は、コンゴ民主共和国中央の州。
2005年の人口は137万4239人。
州都はロジャ。
州内を流れるサンクル川から名前を取っている。

## 隣接州
- 北：ツアパ州
- 北東：ツォポ州
- 東：マニエマ州
- 南東：ロマミ州
- 南：東カサイ州
- 南西：ルルア州
- 西：カサイ州

## 行政区画
- カタココンベ県・・・県都：カタココンベ（英語版）
- コレ県・・・県都：コレ（英語版）
- ルサンボ県・・・県都：ルサンボ(2万8520人)
- ルベフ県・・・県都：ルベフ（英語版）
- ロジャ県・・・県都：ロジャ(5万2798人)
- ロメラ県・・・県都：ロメラ

## 地理
- サンクル川（英語版）
- ルケニエ川（英語版）
- ルベフ川（英語版）
- ロマミ川（英語版）

## 政治

### 近年の混乱
サンクル州には自然保護区におけるパートナーからの資金や、マニエマ州との暫定区域契約から得られる資金といった利権が存在しており、州知事選挙では政治家同士の争いが顕在化し、選挙のたびに混乱が発生している。
州議会における2019年州知事選挙は他州と同じく4月10日に執行される予定であったが、無所属の候補者ジョセフ・ステファン・ムクマディ(Joseph Stéphane Mukumadi)がフランス国籍を保持していることを理由にいったん立候補を取り消された後に再び立候補が認められるという経緯をたどり、ジョゼフ・カビラ前大統領のスポークスマンで対立候補のランベール・メンデがムクマディの立候補は無効と主張する中、何度か延期された後に7月20日に執行された。選挙ではムクマディが25人のうち17票を集めて当選し、8月7日にフェリックス・チセケディ大統領より任命され着任したが、州議会は同年12月28日にムクマディに対する不信任決議を賛成19反対0票で可決し、ムクマディを解任。12月30日にポール・チャビロ(Paul Tchyabilo)副知事を30日間限定の知事代行に選出した。しかしムクマディは辞任に応じず知事の座に居座り、2020年7月16日には憲法裁判所がムクマディの辞任を要求するも、7月23日には再びムクマディが自らを州知事と宣言し、応じなかった。2021年10月28日にサンクル州議会は再びムクマディに対する不信任決議を賛成14反対0票で可決した。12月7日、中央政府の内務大臣はポール・チャビロ副知事を知事代理に任命した。2022年5月6日の州知事選挙で無所属のジュール・ロディ・エモンゴ(Jules Lodi Emongo)が当選し、6月9日にチセケディ大統領より任命された。
2024年4月29日の州知事選挙は現職のエモンゴが10票にとどまったのに対し、ビクトル・キテンゲ(Victor Kitenge)が15票を獲得し当選したが、エモンゴは不服として裁判所に提訴するに至った。結局はキテンゲの州知事就任が認められたが、自由な行政を規定する法律への度重なる違反や、州議会の内規違反の疑いで批判の的となり、2025年5月には州議会より説明を求められたが、5月25日の会合中に心臓発作を起こしたため欠席。州議会は解任手続きを開始し、5月27日には本人が不在のまま出席議員25人中16人が賛成票を投じ、キテンゲは州知事を解任された。中央政府のジャックマン・シャバニ副首相兼内務大臣は州議会の一時閉鎖を宣言した。

## 経済
米、バナナ、パイナップル、芋、砂糖黍、ソルガム等の農業が中心である。
ダイアモンドや錫石等の鉱物資源も豊富である。
国内大都市からの輸入に大きく依存している。

## 著名人

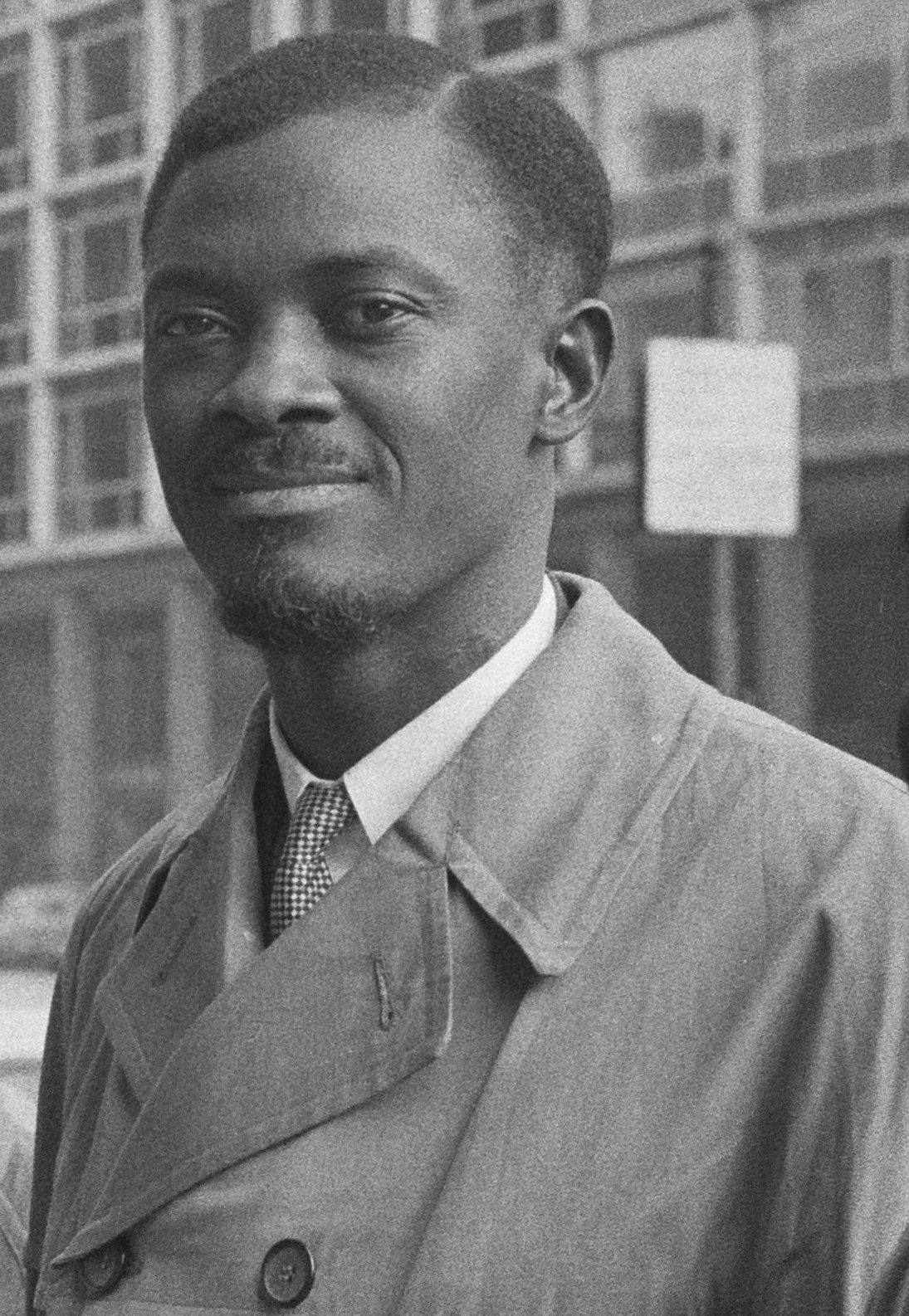
パトリス・ルムンバ

- パトリス・ルムンバ(Patrice Emery Lumumba)：1925年7月2日 -1961年1月17日。オナリア出身。コンゴ共和国 (レオポルドヴィル)初代首相(1960年6月24日 - 1960年9月14日)。ベルギーとカタンガ共和国に殺害された。

- ヴィクトル・ルンドゥラ（英語版）(Victor Lundula)：国軍司令官。

- フランコ・ルアンボ・マキアディ（英語版）(Franco Luambo Makiadi)：1938年7月6日 - 1989年10月12日)。ソナ・バタ出身。コンゴ・ルンバ（英語版）奏者。TPOKジャズ（英語版）創設者。

- パパ・ウェンバ(Jules Shungu Wembadio Pene Kikumba)：1949年6月14日 - 2016年4月24日)。ルベフ出身。アフリカを代表する音楽家。演奏形態はコンゴ・ルンバ（英語版）、スークース、ンドンボロ。

- ぺぺ・カッレ（英語版）(Pépé Kallé)：1951年11月30日 - 。キンシャサ出身。スークース歌手。

- コフィ・オロミデ（英語版）(Koffi Olomide )：1956年7月13日 - 。キサンガニ出身。スークース歌手。

- フランソワ・オレンガ（英語版）(François Olenga)：国軍上級大将。